# Organisation européenne pour l'exploitation des satellites météorologiques

États membres (en bleu) et collaborateurs (vert) d'EUMETSAT

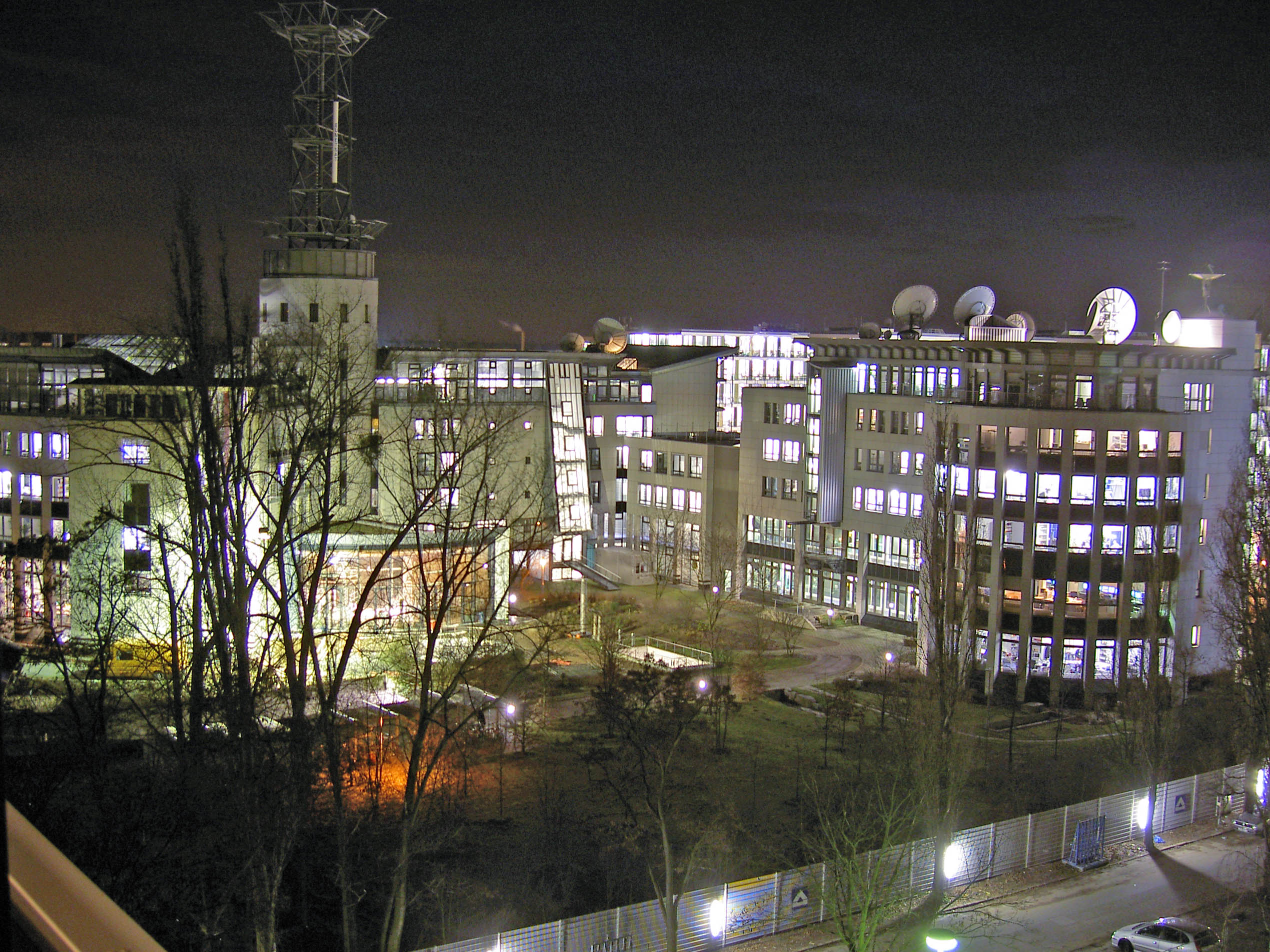
Siège d'EUMETSAT, à Darmstadt, en Allemagne

L'Organisation européenne pour l'exploitation des satellites météorologiques (EUMETSAT pour l'anglais European Organisation for the Exploitation of Meteorological Satellites) est une organisation intergouvernementale basée à Darmstadt (Allemagne), fédérant 30 États membres européens (dont 25 des 27 de l'UE) : l'Allemagne, l'Autriche, la Belgique, la Bulgarie, la Croatie, le Danemark, l'Espagne, l'Estonie, la Finlande, la France, la Grèce, la Hongrie, l'Irlande, l'Islande, l'Italie, la Lettonie, la Lituanie, le Luxembourg, la Norvège, les Pays-Bas, la Pologne, le Portugal, la Roumanie, le Royaume-Uni, la Slovaquie, la Slovénie, la Suède, la Suisse, la Tchéquie et la Turquie.
Les services météorologiques de ces États financent les programmes EUMETSAT et en sont les principaux utilisateurs. Le financement de l'organisation est proportionnel au revenu national brut (RNB) de chaque État.
Des accords de coopération existent aussi avec la Serbie. Cet État est en voie de devenir membre de l'organisation.
L'objectif principal d'EUMETSAT est la mise en place, la maintenance et l'exploitation des systèmes européens de satellites météorologiques. EUMETSAT est responsable du lancement et des opérations des satellites, ainsi que d'en acheminer les données aux utilisateurs finaux tout en contribuant à l'observation climatique et la détection des changements climatiques.
Les activités d'EUMETSAT contribuent à un système mondial de satellites météorologiques coordonné avec d'autres États possédant des programmes spatiaux. EUMETSAT exploite actuellement une flotte de 4 satellites géostationnaires baptisés METEOSAT et, un satellite circumpolaire, METOP, lancé le 19 octobre 2006 et développé en collaboration avec l'ESA. 
Les satellites d'observation fournissent une part essentielle des données nécessaires aux systèmes de prévisions météorologiques ; ils aident aussi les météorologues dans les diagnostics d'évolutions météorologiques potentiellement dangereuses. 
En 2023, Eumetsat a délivré environ 55 Petaoctet de données à ses utilisateurs.
EUMETSAT ne fait pas partie de l'Union européenne.